# Харли Квинн (Расширенная вселенная DC)
Доктор Ха́рлин Фрэ́нсис Квинзе́ль (англ. Dr. Harleen Frances Quinzel), позже известная как Ха́рли Квинн (англ. Harley Quinn) — персонаж Расширенной вселенной DC (DCEU), сыгранная актрисой Марго Робби. Основана на одноимённой злодейке DC Comics. Впервые появляется в фильме «Отряд самоубийц» (2016), где играет главную роль, а также присутствует в кинокартинах «Хищные птицы: Потрясающая история Харли Квинн» (2020) и «Отряд самоубийц: Миссия навылет» (2021). Изначально она была психиатром Джокера, а затем его возлюблённой и соучастницей в преступлениях. После она попадает в собственные злоключения в Расширенной вселенной DC. Харли принимала непосредственное участие в убийстве напарника Бэтмена, Робина.
Выступление Марго Робби в роли Харли Квинн получило широкое признание критиков.

## Создание образа

### Происхождение, кастинг и исполнение
Харли Квинн дебютировала в 1990-х годах как любовный интерес Джокера в мультсериале «Бэтмен». Она стала одним из самых популярных персонажей DC и позже полноценно перекочевала в комиксы. Хотя Харли была суперзлодейкой, она, как и Женщина-кошка, постепенно превратилась в антигероя в более поздних сюжетных линиях комиксов. Она появлялась в многочисленных адаптациях комиксов.
Австралийская актриса Марго Робби была выбрана на роль Харли Квинн в Расширенной вселенной DC, дебютировав в фильме «Отряда самоубийц». Она получила роль в октябре 2014 года. Робби говорила, что ей потребовалось три часа, чтобы подготовить причёску, макияж и костюм для роли, и «не менее 45 минут», чтобы снять их. Актёр, играющий Джокера, Джаред Лето решил удивить Робби и подарил ей во время съёмок живую чёрную крысу. Несмотря на первоначальный шок, по словам её коллеги Виолы Дэвис, Робби оставила грызуна в качестве домашнего животного.
Квинн известна тем, что в фильмах использует бейсбольную биту в качестве оружия; некоторые СМИ даже называли её «фирменной [вещью]» персонажа. Во время съёмок «Отряда самоубийц» Робби случайно ударила себя ею по лицу. После окончания съёмок она оставила одну биту себе. В фильме она также сражается, используя молоток.
После финансового успеха фильма компания Warner Bros. объявила о предстоящем спин-оффе, ориентированном на женщин, «Хищные птицы: Потрясающая история Харли Квинн», где Робби повторит свою роль, а также станет продюсером. Марго представила проект Warner Bros. в 2015 году как «фильм о банде девушек, включая Харли, с рейтингом R». Она подумала, что «Харли нужны друзья». Актриса добавила, что героиня «любит общаться с людьми, поэтому её нельзя заставлять сниматься в отдельном фильме». Робби считала важным, чтобы у фильма была женщина-режиссёр. Пока Warner Bros. и DC Films разрабатывали другие фильмы, ориентированные на Харли Квинн, «Хищные птицы» были единственной картиной, в разработке которой Робби принимала непосредственное участие.

### Характеристика

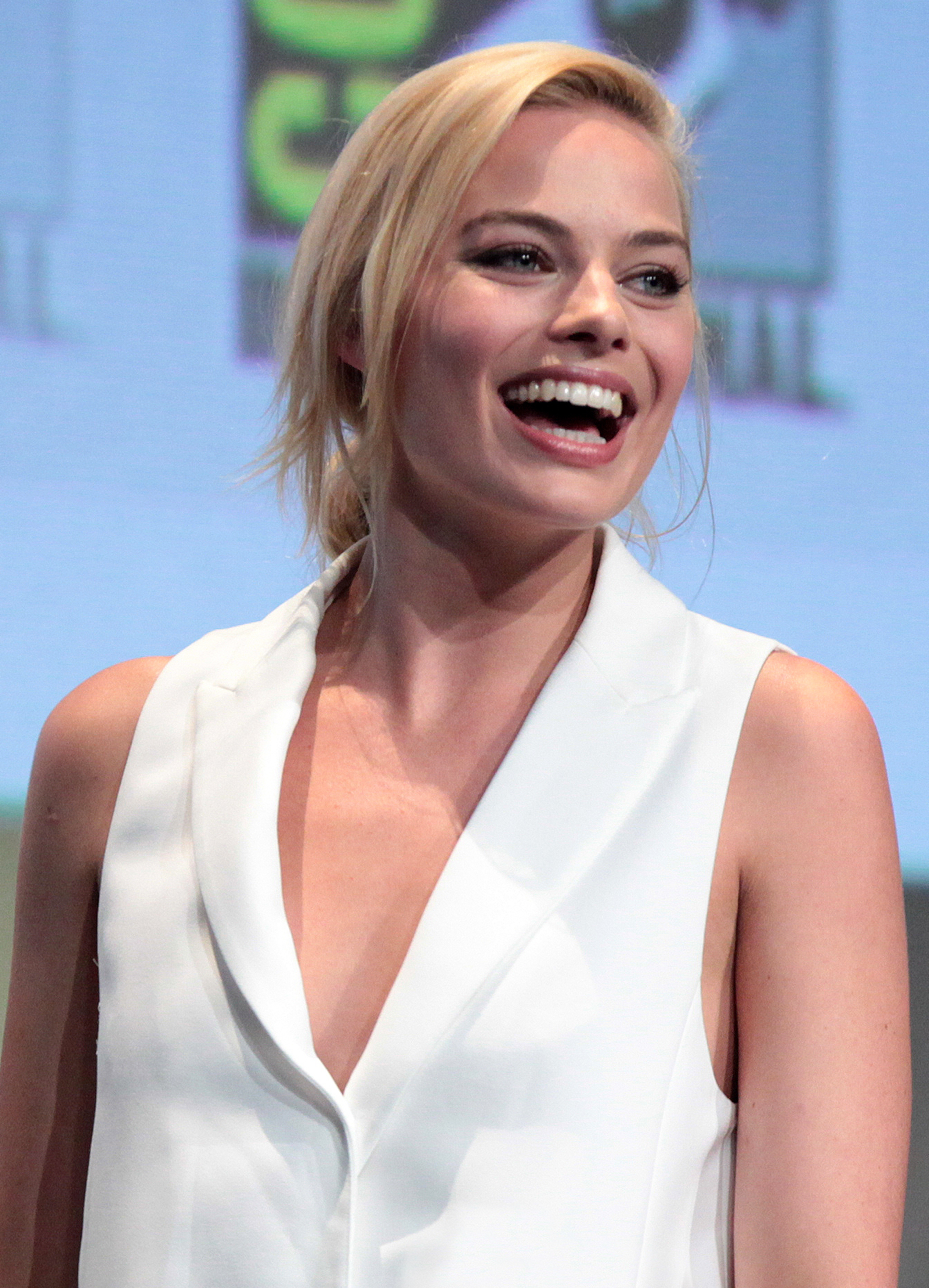
Марго Робби в 2015 году

Харли Квинн рассматривается как безжалостный злодей, не заслуживающий сочувствия, но также и как трагический персонаж. Хотя некоторые из её поступков, такие как убийство Дика Грейсона вместе с Джокером, пытки Бэтмена и ограбление магазина «просто для забавы» в «Отряде самоубийц», непростительны. Джокер постоянно манипулирует Харли; многие из её преступлений служат просто для того, чтобы заставить Джокера «полюбить» её, что является признаком односторонних абьюзивных отношений. Кроме того, Харли, возможно, сексуально объективирована в фильме, и многие из её нарядов слишком откровенны. Робби описывала свою героиню как одного из самых манипулятивных членов отряда, а её отношения с Джокером называла «очень дисфункциональными». Она говорила, что Квинн «без ума от него — буквально, без ума. Она сумасшедшая. Но она любит его. И это действительно нездоровые, дисфункциональные отношения. Но они вызывают привыкание».
Появление Харли в «Хищных птицах» было сделано для дальнейшего развития её персонажа независимо от Джокера. Сценаристка Кристина Ходсон назвала Харли персонажем, который ей нравилось развивать больше всего из-за её непредсказуемого характера. В фильме также показано, что Харли бросил отец-алкоголик; у неё была озлобленность ещё до встречи с Джокером. Её «сердце разбивали как мужчины, так и женщины» во вступлении к фильму, что в значительной степени подразумевает её бисексуальность. Во всех своих появлениях Харли показана как опытный боец, невосприимчивый к страху, а также обладающий исключительной стойкостью и ловкостью.

## Биография персонажа

### «Отряд самоубийц»
Доктор Харлин Квинзель впервые представлена в фильме в воспоминаниях. Она была тюремным психиатром Джокера. Постепенно Джокер влюбляет её в себя. Позже он убеждает её освободить его и подвергает шоковой терапии в отместку за то, что она использовала это на нем. Он также заставляет её прыгнуть в кислоту, чтобы доказать свою любовь (таким же образом Джокер стал тем, кем является). Инцидент сводит с ума Квинзель, которую Джокер называет Харли Квинн. Дуэт терроризирует Готэм-Сити; Аманда Уоллер называет их «преступными королём и королевой» города.
Харли и Джокер совершают многочисленные преступления. Они убивают подручного Бэтмена, Дика Грейсона. Вскоре после этого супергерой выслеживает пару и ловит Харли, а Джокер убегает. Квинн заключают в тюрьму Белль-Рив. Её вербует Уоллер вместе с несколькими другими заключёнными (Флойд Лоутон / Дэдшот, Джордж «Диггер» Харкнесс / Капитан Бумеранг, Уэйлон Джонс / Убийца Крок, Чато Сантана / Эль Диабло и Кристофер Вайс / Слипкнот) в оперативную группу для чрезвычайно опасных ситуаций; правительство США неохотно даёт разрешение на это. Отряд высылают на задание, когда один из рекрутов Уоллер, Джун Мун / Чародейка, выходит из-под контроля. Члены отряда сначала не ладят и не хотят выполнять приказы, но потом Слипкнот погибает из-за бомбы, заложенной ему в шею, за попытку к бегству.
Джокер узнаёт о затруднённом положении своей девушки и шантажирует одного из учёных, участвующих в программе, чтобы он отключил бомбу Харли. Та сражается с приспешниками Чародейки в Мидвэй-Сити. После спасения заложника, которым, как позже выяснилось, была сама Уоллер, отряд злится, хотя Аманда угрожает взорвать их бомбы. После прибывает Джокер на вертолёте, чтобы спасти Харли. Однако один из людей Уоллер подбивает вертолёт. Харли выпрыгивает из него до того, как он разбивается, а Джокер, кажется, погибает. Аманду хватают приспешники Чародейки.
Отряд находит Чародейку и Инкубуса на частично затопленной станции метро. Убийца Крок закладывает бомбу под Инкубусом, а Эль Диабло жертвует собой, чтобы взорвать её. Чародейка побеждает оставшихся членов отряда и предлагает им присоединиться к ней в обмен на исполнение их самых сокровенных желаний. Харли симулирует интерес и вырывает ей сердце. Джун освобождается от контроля Чародейки. За их действия Уоллер сокращает им тюремные сроки на 10 лет. Вскоре после этого выживший Джокер врывается в Белль-Рив со своими помощниками и освобождает Харли.
По свидетельству режиссёра фильма, во многом этот фильм должен был стать именно посвященным ей, Харли Квинн.

### «Хищные птицы: Потрясающая история Харли Квинн»
Через четыре года Джокер расстаётся с Харли и оставляет её на улицах города. Она находит убежище у Дока, владельца ресторана, состригает волосы, занимается роллер-дерби и заводит пятнистую гиену, которую называет в честь Брюса Уэйна. Однажды Харли напивается в баре и встречает Романа Сайониса / Чёрную Маску и Дину Лэнс. Последняя спасает её от похищения, и Харли отправляется в Ace Chemicals, чтобы взорвать объект, публично объявив о разлуке с Джокером. Детектив Рене Монтойя прибывает на место происшествия, расследуя убийства мафии, находит ожерелье Харли и отмечает её уязвимость без защиты Джокера. Скоро Харли подвергается нападениям тех, кого обидела в прошлом.
После того, как карманница Кассандра Кейн украла бриллиант с номерами счетов на состояние убитого преступного клана Бертинелли, Сайонис похищает Харли и заставляет её выследить Кассандру. Харли находит её под стражей готэмской полиции и вытаскивает её. Они прячутся в ресторане Дока. Однако нападают обиженные на Харли бандиты. Док, с которым связалась Хелена Бертинелли / Охотница для получения информации о Кассандре, говорит Харли, что тот предал её за большие деньги. Харли пересматривает свою сделку с Сайонисом, предлагая передать Кассандру и алмаз (который вторая проглотила) в обмен на его защиту и соглашаясь встретиться в заброшенном парке развлечений.
Связав Кассандру и дав ей жирную пищу и слабительные, чтобы попытаться безболезненно извлечь алмаз, Харли сталкивается с Монтойей. Прибывает Виктор Зас. Прежде чем он успевает причинить вред Дине и забрать Кассандру, появляется Хелена и убивает его, поскольку бандит был последним из убийц её семьи. Харли, Монтойя, Хелена и Дина вступают в противостояние, а затем прибывает другие люди Сайониса. Группа решает объединиться. Сайонис схватывает Кассандру, и Харли бросается в погоню. Когда Квинн противостоит Чёрной Маске на ближайшем пирсе, он готовится убить Кассандру, которая закладывает боевую гранату в его куртку, пока он отвлёкся. Харли сталкивает Сайониса с пирса, и граната взрывается, убивая его.
После разрушения преступной империи Чёрной Маски Монтойя уходит из полиции Готэма. Используя деньги со счетов, спрятанных внутри алмаза, Хелена вместе с Диной и Монтойей создаёт команду линчевателей под названием «Хищные птицы». Харли и Кассандра сбегают, продавая сам бриллиант в ломбард и открывая собственный бизнес.

### «Лига справедливости Зака Снайдера»
Когда действие происходит в постапокалиптическом мире, которым правит Дарксайд, Бэтмен противостоит Джокеру и упоминает Харли. Он говорит, что Квинн умерла у него на руках. Перед своей смертью она попросила Тёмного рыцаря «медленно убить» Джокера. Это обещание он намеревается сдержать, но в конечном итоге откладывает эту затею после того, как Джокер предложил ему временное перемирие.

### «Отряд самоубийц: Миссия навылет»
Марго Робби повторила свою роль Харли Квинн в «Отряде самоубийц: Миссии навылет», отдельном продолжении фильма 2016 года. Робби была одним из четырёх актёров оригинального фильма, сыгравших свои роли.
Через некоторое время после повторного заключения в Белль-Рив, Харли вместе с другими заключёнными отправляют в южноамериканское островное государство Корто Мальтезе после того, как правительство было свергнуто антиамериканским режимом. По приказу Аманды Уоллер отряду поручено уничтожить Йотунхейм, лабораторию нацистской эпохи, в которой проводится секретный эксперимент, проект «Морская звезда». Команду вновь возглавляет полковник Рик Флэг. На этот раз она состоит из Харли, Капитана Бумеранга, ТДК, Монгал, Джавелина, Саванта, Блэкгарда и Ласки. При приземлении Харли попадает в плен мальтийского правительства Корто, которое замышляет использовать проект «Морская звезда» против других наций. За ней ухаживает диктатор Корто Мальты, Сильвио Луна, который восхищается её «сопротивлением американскому режиму». Харли проводит романтический день с Луной и соглашается выйти за него замуж. Однако после того, как он раскрывает своё намерение использовать проект «Морская звезда» для наказания политических диссидентов, Харли убивает его. Затем её снова заключают под стражу и подвергают пыткам.
Вторая команда проникает в страну незамеченной и находит Флага. Харли сбегает и воссоединяется с последним и с группой, в которую входят Бладспорт, Миротворец, Крысолов 2, Король Акул и Человек-в-горошек. Новый отряд хватает доктора Гая Гривса / Мыслителя и шантажирует его, заставляя привести их в Йотунхейм. Там они сталкиваются с инопланетным существом, Старро Завоевателем. Он вырывается, убивает Мыслителя и начинает сеять хаос, контролируя население острова. После того, как команда игнорирует приказ Уоллер покинуть остров и решает сразиться с огромным пришельцем, Харли протыкает глаз Старро дротиком, завещанным ей Джавелином, а Крысолов 2 вызывает грызунов острова, чтобы они загрызли Старро до смерти изнутри. Остров спасён, а Харли и её выживших товарищей по команде — Бладспорта, Крысолова 2 и Короля Акул — доставляют в безопасное место после того, как первый шантажирует Аманду, чтобы та оставила их на свободе.

## Критика и наследие

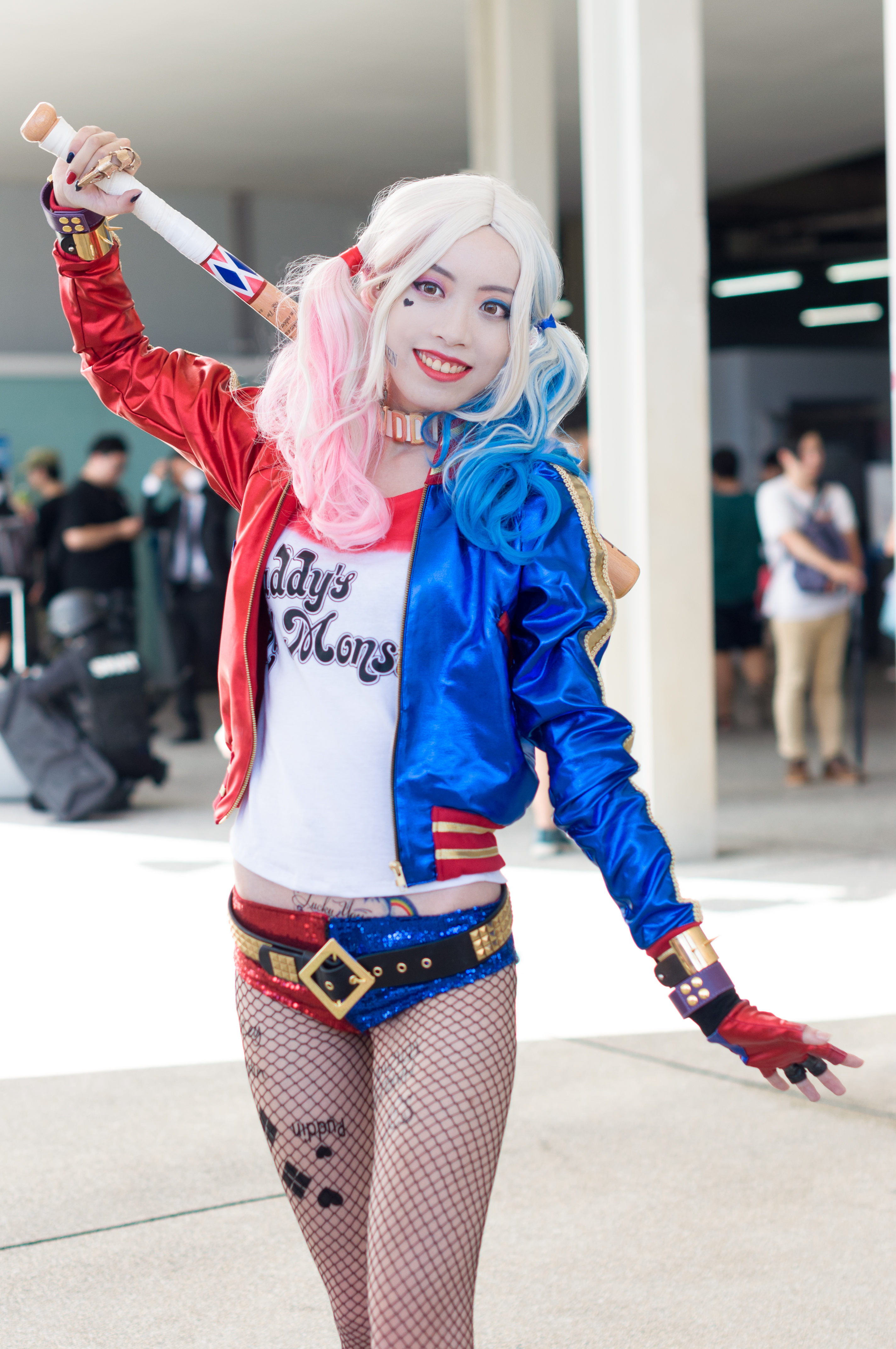
Косплей Харли Квинн
из «Отряда самоубийц»

После выхода «Отряда самоубийц» в 2016 году выступление Марго Робби в роли Харли Квинн было положительно воспринято критиками, и многие из них сочли её игру самой яркой частью фильма и хотели увидеть больше персонажей в будущих картинах. Игра Робби в «Хищных птицах» также получила признание. Консенсус критиков на Rotten Tomatoes гласит: «Со свежим взглядом, новыми друзьями и динамичным экшном „Хищные птицы“ передают красочный анархический дух Харли Квинн в исполнении Марго Робби». Кроме того, Ричард Рупер из Chicago Sun-Times написал в своём хвалебном обзоре фильма, что «Робби на этот раз исполняет гораздо более богатую, забавную и многослойную игру в роли Харли, во многом благодаря острому сценарию Кристины Ходсон».
Кэт Лерой из Comic Book Resources рассмотрела в своей статье 10 лучших фан-артов с киногероиней, предварительно назвав её «одним из самых ярких и любимых персонажей DC». Её внештатный коллега, Джексон Брюхейм, отметил, что «Харли Квинн в исполнении Марго Робби уже стала культовой» и сравнил её с версией из комиксов. Купер Худ из Screen Rant писал, что «Харли Квинн была яркой звездой фильма [„Отряд самоубийц“]», а Карла Пелософф с того же сайта рассмотрела лучшие цитаты киноперсонажа (статью также обновляла сотрудница Аманда Брюс, добавив ещё некоторые фразы).

### Реакция оригинальных создателей

#### В «Отряде самоубийц»
Увидев дизайн Харли Квинн из «Отряда самоубийц» перед выходом фильма, Брюс Тимм сказал, что она «на самом деле выглядит довольно мило!». Пол Дини прокомментировал: «Это более грубый, более уличный образ. Я думаю это сработает». Позже, после выхода кино, Дини сказал: «Я думаю, что Марго проделала действительно потрясающую работу, и мне понравились все намёки на её происхождение, такие как элементы безумной любви, которые упоминались в сеансе терапии с Джокером, некоторые из их отношений и, конечно же, краткое появление в костюме Брюса Тимма в интерпретации Алекса Росса в танцевальной сцене, которую они исполнили». В конце он добавил, что «персонаж имеет достаточно, чтобы сниматься в своём собственном фильме».

#### В «Хищных птицах»
О «Хищных птицах» Дини заявил: «О, мне это понравилось. Я думаю, что это здорово. Я думаю, что это бомба. Этот фильм вообще не был бы снят без страсти и участия Марго Робби». Он сказал, что актриса «осознала ценность персонажа и знала, что зрители будут наслаждаться ею в Отряде самоубийц». Дини пошутил, что у него есть одна мудрость из «Хищных птиц»: «Надеюсь, в жизни каждого есть кто-то, на кого смотрят так, как Харли смотрит на свой бутерброд за завтраком. Она смотрит на него с жалостным обожанием». Робби спрашивала у него: «В фильме что-то не так?». Дини ответил: «Это был бутерброд на завтрак. Он был так хорош, что мне захотелось уйти и съесть его. И я оплакивал его смерть». В интервью он продолжил: «Я сказал ей ещё одну вещь… Когда я увидел, как она бежит, истерически смеясь, толкая тележку, полную пипов, я сказал: „Это моя девочка“. Все эти маленькие озорные поступки, которые она делала в фильме — садилась и ела овсянку, смотрела мультфильмы про Твити Бёрд и просто наслаждалась жизнью, весело забывая о разрушениях, которые причинила — это Харли».